# Girls Demand Excitement
Girls Demand Excitement is een romantische filmkomedie uit 1931 onder regie van Seymour Felix.

## Verhaal
Een hardwerkende student valt ondanks zijn afgunst voor studerende vrouwen voor een rijk en verwend meisje.

## Rolverdeling
| Acteur               | Personage        |
| -------------------- | ---------------- |
| Virginia Cherrill    | Joan Madison     |
| John Wayne           | Peter Brooks     |
| Marguerite Churchill | Miriam           |
| Edward J. Nugent     | Tommy            |
| Helen Jerome Eddy    | Gazella Perkins  |
| Terrance Ray         | Sheik Nevins     |
| Martha Sleeper       | Harriet Mundy    |
| William Janney       | Freddie          |
| Ralph Welles         | Simeon           |
| George Irving        | Mr. Madison      |
| Winter Hall          | The Dean         |
| Marion Byron         | Margery          |
| Ray Cooke            | Jimmie           |
| Jerry Mandy          | Joe              |
| Addie McPhail        | Sue Stree        |
| Emerson Treacy       | Bobby Cruikshank |